# Диалект Сучжоу
Диалект Сучжоу (кит. трад. 蘇州話, упр. 苏州语, пиньинь Sūzhōu huà) — диалект, на котором говорят в городском округе Сучжоу китайской провинции Цзянсу. Принадлежит к одной из крупнейших групп в китайском языке — диалектной группе у (吴语). 
Около 3000 лет назад Сучжоу являлся столицей царства У и до середины XIX в. был ведущим экономическим и культурным центром региона, поэтому сучжоуский долгое время являлся престижным диалектом всей уской группы (однако в последние десятилетия уступил это место шанхайскому). Сучжоуский непонятен людям, говорящим на диалектах других групп (в том числе, на севернокитайском). Язык, на котором говорит старшее поколение, отличается от того, который используют молодые люди, так как первый «чище» по звучанию, содержит меньше слов-заимствований. Появление слов-заимствований в диалекте Сучжоу связано с процессом глобализации, развитием туризма, экономических отношений. По сравнению с шанхайским сучжоуский звучит «мягче», содержит больше тонов (7). Если сравнивать диалект Сучжоу с путунхуа, в сучжоуском сохранилась разница между звонкими и глухими согласными (в дополнение к придыхательным), а также между передне- и среднеязычными сибилянтами. Диалект Сучжоу понятен людям, живущим в городах Куньшань, Чанша, Чжанцзяган, Уси, Шанхай. В настоящее время людей, говорящих на сучжоуском становится меньше, около 90 % людей в Сучжоу владеют как местным диалектом, так и путунхуа. Могут существовать небольшие различия в фонетике диалекта в разных частях округа.
| номер тона | название тона    | описание тона                                         |
| ---------- | ---------------- | ----------------------------------------------------- |
| 1          | yin ping (陰平)  | высокий ровный                                        |
| 2          | yang ping (陽平) | восходящий (от среднего уровня к высокому)            |
| 3          | shang (上)       | падающий (от высокого к низкому)                      |
| 4          | yin qu (陰去)    | средний понижающийся, а затем восходящий до низкого   |
| 5          | yang qu (陽去)   | восходяще-нисходящий                                  |
| 6          | yin ru (陰入)    | высокий ровный (более краткий по длительности, чем 1) |
| 7          | yang ru (陽入)   | восходящий (от низкого уровня к среднему)             |